# Arnel Pineda
Arnel Pineda (Manila, 5 settembre 1967) è un cantante, compositore e produttore discografico filippino naturalizzato statunitense noto per essere il cantante della band Journey.

## Biografia
Nato e cresciuto a Manila, fin dai primi anni di vita i suoi genitori gli trasmettono la passione per il canto,  attraverso la conoscenza di artiste come Karen Carpenter e Barbra Streisand.
A seguito della scomparsa della madre, Josephina Campaner, avvenuta quando egli aveva 13 anni, la famiglia trascorre un periodo di difficoltà economiche, che lo costringono a vivere in strada per circa due anni, dormendo nei parchi pubblici. Nel tentativo di migliorare le proprie condizioni di vita, inizia a lavorare nel mondo della musica nel 1982, quando fonda insieme ad alcuni amici la Ijos Band, gruppo musicale del quale farà parte per sette anni, suonando in vari locali di Manila.
Nel 1989, ottenuta una discreta notorietà a livello locale, fonda un nuovo gruppo, chiamato Arnel Pineda and the New Age, con la quale nel 1991 si  dopo   trasferisce ad Hong Kong, dove si esibisce per sei sere a settimana, fino al 1994.
La svolta della sua carriera avviene nel 2008, quando Neal Schon, chitarrista dei Journey, decide di invitarlo a fare un'audizione per entrare nella band, dopo aver visto un video su YouTube; 
Il 12 agosto diventa quindi il nuovo cantante della band.
Nel 2016 viene pubblicato AP, il suo secondo disco da solista.

## Vita privata
È sposato con Cherry Pineda dal 2001; la coppia ha due figli. Da un precedente matrimonio aveva già due figli.

## Problemi alla voce
Nel 1996 smette temporaneamente di esibirsi, a causa di una lieve forma di papillomatosi respiratoria ricorrente, malattia contratta durante una vacanza. Nell'occasione il suo otorinolaringoiatra gli consiglia di tenere la voce il più possibile a riposo; dopo circa un anno ritorna sulle scene.
Anche nel 2022 Pineda ha problemi alle corde vocali, provocati probabilmente dal Covid-19, che costringono la band a cancellare il tour di supporto all'album Freedom.

## Discografia

### Solista
- 1999 - Arnel Pineda
- 2016 - AP

### Con i Journey
- 2008 - Revelation
- 2011 - Eclipse
- 2022 - Freedom

### Con gli Zoo
- 2007 - Zoology

## Altre collaborazioni
- 2001 - Gina Cello - Christmas Dream